# Wolfgang Mückenheim

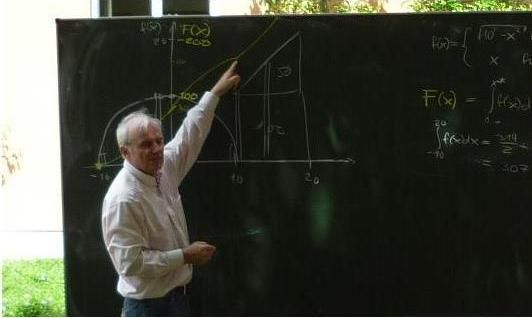
Wolfgang Mückenheim bei einer Freiluft-Vorlesung

Wolfgang Mückenheim (* 14. März 1949 in Zorge, Landkreis Osterode am Harz) ist ein deutscher Physiker und Hochschuldozent. Ab 1990 war er Professor an der Fakultät für Allgemeinwissenschaften der Hochschule für angewandte Wissenschaften Augsburg, wo er die Lehrfächer Mathematik und Physik vertrat. Seit 2014 ist er im Ruhestand.

## Leben
Wolfgang Mückenheim besuchte nach der Grundschule zunächst die Realschule. An das Bestehen der Mittleren Reife schloss sich eine Lehre als Chemielaborant an. Danach erwarb er am Braunschweig-Kolleg – auf dem sogenannten Zweiten Bildungsweg – die Allgemeine Hochschulreife.
Von 1973 bis 1977 studierte Mückenheim Physik mit den Nebenfächern Mathematik, Astronomie und Chemie an der Georg-August-Universität Göttingen. Sein Diplomstudium schloss er bei Martin Schumacher mit einer Diplomarbeit über das kernphysikalische Thema Der Zerfall des 122J  ab. 1979 erwarb er in der gleichen Göttinger Arbeitsgruppe den Doktorgrad im Fach Physik mit einer Dissertation über elastische Photonstreuung an Uran, einem Thema aus dem Gebiet der Vakuumpolarisation.
Nachdem er von 1976 bis 1981 als Wissenschaftlicher Assistent am II. Physikalischen Institut der Universität Göttingen tätig war, wechselte er 1981 in die Industrie. Zuletzt, 1989, war er in der Laserbranche (Lambda Physik, Göttingen) als Leiter im Bereich Forschung und Entwicklung beschäftigt. Er befasste sich damals unter anderem mit der Entwicklung von Excimer-Lasern.
1990 wurden seine bis dahin erbrachten wissenschaftlichen Leistungen als gleichwertig zu einer Habilitation anerkannt. Als Hochschuldozent hielt er daraufhin an der Technischen Universität Clausthal Vorlesungen über die Theorie elektromagnetischer Felder. Noch im gleichen Jahr wurde er als Professor an die Fachhochschule Augsburg berufen, wo er von 2003 bis 2007 auch das Amt des Dekans der Fakultät für Allgemeinwissenschaften innehatte.
Wolfgang Mückenheim lebt in Bobingen.

## Forschung und Lehre
In den 1980er-Jahren veröffentlichte Wolfgang Mückenheim zu den Grundlagen der Quantenmechanik und lieferte mit einer Theorie erweiterter Wahrscheinlichkeit (die auch negative Wahrscheinlichkeiten zulässt, entsprechende Ideen von Paul Dirac (1942) und Maurice Bartlett aufgreifend) eine formale Lösung für das EPR-Paradoxon im Falle von Spin-1/2-Teilchen.
In den 2000er-Jahren beschäftigt sich Mückenheim mit dem Unendlichen in der Mathematik und gehört zu den Vertretern des Ultrafinitismus. Er meint, Widersprüche in den Konzepten unendlicher Mengen der modernen, auf der Mengenlehre aufgebauten Mathematik gefunden zu haben. Diese Ergebnisse verbreitete er über Monographien, Konferenzen und das Internet. Zudem hält er regelmäßig – auch noch nach Eintritt in den Ruhestand – eine Vorlesung zur Die Geschichte des Unendlichen, in denen auch seine eigenen Arbeiten behandelt werden. Sein Lehrbuch Mathematik für die ersten Semester wurde zunächst vom R. Oldenbourg Verlag verlegt, 2015 erschien im De-Gruyter-Verlag, der den Oldenbourg-Verlag übernommen hatte, die vierte, überarbeitete Auflage des Lehrbuches.

## Kritik
Mückenheims Thesen zur Mengenlehre und zum Unendlichen in der Mathematik werden von Mathematikern kritisiert. Mückenheim schreibt im Vorwort seines Buches Mathematik für die ersten Semester: „Mit der Endlichkeit einer jeden Menge ist auch die Menge aller Ziffern einer Zahl endlich. Die meistens stillschweigend angenommene Voraussetzung, dass jede reelle Zahl ‚beliebig genau‘ approximierbar sei, gilt nicht uneingeschränkt – die Zahlenachse weist Lücken auf; die Stetigkeitsannahme, der Konvergenzbegriff und andere Grundpfeiler der Infinitesimalrechnung werden problematisch; schon der Zwischenwertsatz oder der Fundamentalsatz der Algebra ‚leiden Ausnahmen‘.“ Allerdings stellt Mückenheim im Vorwort ebenfalls klar, dass „das Problem im folgenden Text gar nicht mehr erwähnt“ wird und er im Buch im Weiteren so vorgeht, als gäbe es unendliche Mengen.
Im Zentralblatt MATH spricht Franz Lemmermeyer in seiner Besprechung zu Mathematik für die ersten Semester von einem „Feldzug gegen die moderne Mathematik“. Zudem bemängelt Lemmermeyer Definitionen, die teils fehlerhaft, ungenau oder nicht der gängigen Praxis entsprechend seien. In seiner Besprechung zu Die Mathematik des Unendlichen bezweifelt derselbe Rezensent die Begriffe, Definitionen und Konzepte, mit denen Mückenheim die Inkonsistenz der Cantorschen Mengenlehre und die Inkorrektheit der Überabzählbarkeit der reellen Zahlen bewiesen haben will. Mückenheim weist dies zurück und erklärt, er „bestreite weder die Existenz von irrationalen Zahlen noch die von Geraden, Kreisen usw.“, sondern nur die Existenz aktual unendlicher Mengen.

## Schriften (Auswahl)
- Mathematik für die ersten Semester. 4. Auflage. De Gruyter, Berlin 2015, ISBN 978-3-11-037733-0.
- Die Geschichte des Unendlichen. 7. Auflage, MaroVerlag, Augsburg 2011, ISBN 978-3-87512-156-8.
- Die Mathematik des Unendlichen. Shaker Verlag, Aachen 2006, ISBN 978-3-8322-5587-9.
- Transfinity – A Source Book. Eliva Press, Chișinău 2024, ISBN 978-99993-1-774-0.

## Belege
1. ↑  Hochschule Augsburg: Lebenslauf von Wolfgang Mückenheim (PDF; 8 kB), zuletzt abgerufen am 11. Mai 2022.
2. ↑  Students of Martin Schumacher. (PDF; 50 kB) (Memento vom 8. November 2016 im Internet Archive).
3. ↑  Wolfgang Mückenheim: Das EPR Paradoxon und die Unbestimmtheit der Realität. In: Physikalische Blätter. 1983, S. 331–336. Größtenteils ein Übersichtsartikel, auf negative Wahrscheinlichkeit wird nur im Schlussteil „Spekulativistik“ eingegangen mit Verweis auf die Behandlung des EPR Paradox in der Version von David Bohm für ein Spin-1/2-Teilchen in W. Mückenheim: Lett. Nuovo Cimento. Band 35, 1982, S. 300.
4. ↑  Wolfgang Mückenheim: A review of extended probabilities. In: Physics Reports. Band 133, 1986, S. 337–401, mit Beiträgen von Günther Ludwig, Edwin Thompson Jaynes, Jean-Pierre Vigier, Maurice Bartlett u. a.
5. ↑  Beschreibung Mückenheims Forschungsgebiets auf seiner Website (Memento vom 15. Februar 2013 im Internet Archive)
6. 1 2  Wolfgang Mückenheim: Physical Constraints Of Numbers. Mai 2005, arxiv:math/0505649.
7. ↑  Publikationsliste. (PDF; 101 kB) Abgerufen am 11. Mai 2022.
8. ↑  Artikel Mückenheims bei arXiv. Abgerufen am 11. Mai 2022.
9. ↑  Materialien zu seiner Vorlesung Die Geschichte des Unendlichen. Archiviert vom Original (nicht mehr online verfügbar) am 24. Mai 2010; abgerufen am 11. Mai 2022.
10. ↑  Oldenbourg-Verlag: Mathematik für die ersten Semester. Zuletzt abgerufen am 11. Mai 2022.
11. ↑  Wolfgang Mückenheim: Mathematik für die ersten Semester. Oldenbourg Wissenschaftsverlag, 2008.
12. ↑  Forschungsbericht 2011 der FH Augsburg (Memento vom 23. November 2011 im Internet Archive) (PDF; 8,5 MB) S. 44 ff.
13. ↑  Besprechung zu Mathematik für die ersten Semester. 2nd rev. ed.
14. ↑  Besprechung zu Die Mathematik des Unendlichen.
15. ↑  Kommentar von Wolfgang Mückenheim zur Besprechung von Mathematik für die ersten Semester. (Memento vom 17. Juli 2015 im Internet Archive)

| Personendaten    | Personendaten                          |
| ---------------- | -------------------------------------- |
| NAME             | Mückenheim, Wolfgang                   |
| KURZBESCHREIBUNG | deutscher Physiker und Hochschuldozent |
| GEBURTSDATUM     | 14. März 1949                          |
| GEBURTSORT       | Zorge, Landkreis Osterode am Harz      |